# Subles
Subles é uma comuna francesa na região administrativa da Normandia, no departamento Calvados. Estende-se por uma área de 2,44 km². Em 2010 a comuna tinha 690 habitantes (densidade: 282,8 hab./km²).